# Tagebau Gröbern
Der Tagebau Gröbern war ein Tagebau des Braunkohlenkombinats Bitterfeld zur Gewinnung von Braunkohle südöstlich von Gräfenhainichen.
Im Gebiet Bitterfeld, Wittenberg und Torgau liegt ein als Hochfläche von Gräfenhainichen-Schmiedeberg (s. a. Dübener Heide) bekanntes Endmoränengebiet. Unter dessen pleistozäner Bedeckung lagern braunkohleführende Schichten. In mehreren Baufeldern wurde hier Braunkohle gefördert.

## Tagebaubetrieb
Bereits 1940 und 1966 erfolgten erste Abraumbewegungen zum Aufschluss als Tagebau Barbara. Der dann endgültig 1984 aufgeschlossene Tagebau Gröbern versorgte mit Beginn der Kohleförderung im Jahre 1987 vor allem die Kraftwerke Zschornewitz und Vockerode mit Braunkohle für die Erzeugung von Elektrizität. Anfangs erfolgte die Abraumbewegung im Zugbetrieb. Ab März 1986 wurde der Abraum mittels Bandbetrieb auf der Barbara-Höhe (Halde Golpa) als Hochkippe verkippt.

## Paläontologische und archäologische Funde
Die Deckschichten der Braunkohle trugen ein Seebecken der Eem-Warmzeit (etwa 130.000 - 115.000 Jahre vor heute), das sich als Folge von Torfen und Mudden mit einer Vielzahl paläontologischer und archäologischer Funde erhalten hat. Am 8. Juni 1987 wurden darin die Überreste eines etwa 120.000 Jahre alten Waldelefanten aus der Eem-Warmzeit freigelegt. Anhand der gefundenen Skelettteile wurden die Maße des Elefanten mit fünf Meter Schulterhöhe, fünf Tonnen Gewicht sowie die Stoßzahnlänge mit 2,5 Metern ermittelt. In der Fundschicht fand man weiterhin Feuersteine, die offenbar Neandertalern als Werkzeug zur Zerlegung des Kadavers dienten. Ob dieser Elefant von Menschen erlegt wurde oder natürlich verendet ist, lässt sich aus dem Befund selbst nicht ermitteln. Das Skelett ist nach Bergung und Präparation als Gröberner Waldelefant im Landesmuseum für Vorgeschichte (Halle) zu besichtigen.

## Rekultivierung
Der Tagebau wurde 1993 zusammen mit den kohleverarbeitenden Kraftwerken stillgelegt. Ursprünglich war die Überbaggerung großer Teile der Dübener Heide vorgesehen. Ein vorzeitig stillgelegter, 2000 Tonnen schwerer Eimerkettenschwenkbagger wurde lange Zeit zum Verkauf angeboten.
Auf der südlich von Zschornewitz gelegenen Abraumhalde wurde ein Windpark mit acht Anlagen errichtet. Die Abraumhalde überragt das Gelände um etwa 50 Meter und bietet so gute Voraussetzungen für die Windenergienutzung.
Als weitere Rekultivierungsmaßnahme der Bergbaufolgelandschaft erfolgte ab dem Jahr 2001 die Flutung des Tagebau-Restlochs mit Grundwasser sowie mit Wasser aus der Mulde durch eine Rohrleitung, um die Flutung zu beschleunigen. Es entstand bis 2010 der Gröberner See mit einer Wasserfläche von 368 ha mit 67 Mio. m³ Wasservolumen.